# Estación Laboral
Laboral era una estación ferroviaria que formó parte del Metro Regional de Valparaíso que operó hasta 2005. Se ubicaba en la comuna de Viña del Mar, en el sector El Salto.

## Clausura
Al comenzar los estudios para la IV etapa de Tren Limache-Puerto, se determinó que Laboral no poseía las características demográficas para necesitar una estación, por lo que se determinó clausurarla. A diferencia de las desaparecidas Rumié y Valencia, no existen actualmente deseos o intentos de reintegrarla a la línea del metro.
- Datos: Q5843203